# Razón de Estado
Razón de Estado es un concepto de la ciencia política empleado, a partir del Renacimiento, como una justificación que también le eximiría de respetar los límites de la ética: la razón de Estado estima lícito un mal menor si con ello se evita un mal mayor; y entiende como bien mayor el proteger la propia continuidad del Estado, en términos actuales, la evitación de una amenaza existencial. La ausencia de límites al poder, pues por razón de Estado puede ser conveniente eludirlos o suprimirlos, sitúa al concepto entre los argumentos que defienden el principio de soberanía estatal (el soberano no reconoce ningún superior) e incluso el absolutismo (el gobernante absoluto no está sujeto ni siquiera a las leyes que se ha dado a sí mismo).
Tan abundante es la identificación del concepto de razón de Estado con Nicolás Maquiavelo, que se utiliza de forma generalizada el término "maquiavelismo", habitualmente de forma peyorativa. Las denuncias de su inmoralidad en 470 textos posteriores fueron recogidos por Giuseppe Ferrari en su Historia de la razón de Estado (1860), que interpreta que en realidad estos autores no hacen sino describir las "leyes" inexorables de la acción política, haciendo del discurso sobre la razón de Estado el origen de las ciencias políticas en tanto que discurso descriptivo y objetivo del campo político.

## Historia
Su extendida atribución a Maquiavelo es apócrifa, aunque inspirada en sus obras, destacadamente El Príncipe y Discursos sobre la primera década de Tito Livio (ambas escritas desde 1512 y publicadas póstumamente, en 1532 y 1531). La expresión que usa Maquiavelo para definir su ámbito de conocimiento es arte dello Stato ("arte del Estado"). Expresiones similares a "razón de Estado" son utilizadas en los años siguientes por Francesco Guicciardini, Giovanni della Casa o Federico Badoer, aunque solo con Giovanni Botero se desarrollará como doctrina (Della Ragion di Stato, 1589), para referirse a las medidas excepcionales que ejerce un gobernante con objeto de conservar o incrementar la salud y fuerza de un Estado, bajo el supuesto de que la supervivencia de dicho Estado es un valor superior a otros derechos individuales o colectivos. Autores franceses contemporáneos, como Jean Bodin y los politiques, y más claramente Gabriel Naudé, se aproximan a este enfoque. A diferencia de la literatura del tipo "espejo de príncipes", caracterizada por la naturaleza moral de sus preceptos, estos autores liberan la acción política de la ética y la religión para constituirla en una esfera autónoma.
La presencia del concepto en la práctica política de la época de Maquiavelo era evidente, no solo en el efímero "duque" que el propio autor cita (César Borgia) sino en el más exitoso gobernante que se ha considerado modelo de su "príncipe" resolutivo: Fernando el Católico, que usaba el mote heráldico "Tanto monta", con el significado "da igual" (deshacer o cortar el nudo gordiano). Un lema semejante: "el fin justifica los medios", que también se suele atribuir apócrifamente a Maquiavelo, parece ser en realidad un comentario de Napoleón Bonaparte a la obra de aquel; y que puede rastrearse con formulaciones parecidas en teólogos jesuitas del siglo XVII, como Baltasar Gracián y Hermann Busenbaum.
Su utilización posterior puede verse en múltiples ejemplos de la Edad Moderna, como la trayectoria de Enrique IV para acceder y consolidarse en el trono francés ("París bien vale una misa"); o las intervenciones militares del cardenal Richelieu a favor de los protestantes (justificadas como raison d'Etat por Jean de Silhon —"un medio que la conciencia permite y los asuntos requieren"—). No se limita a los gobernantes y sistemas políticos del Antiguo Régimen (monarquías autoritarias como las de los Austrias de Viena y de Madrid —entre los cortesanos de Felipe II, se asimilaba a "prudencia política", extendiéndose a otros conceptos como la reputación, e incluso podía llegar a identificarse con la misma religiosidad— monarquías absolutas como la que construyó Luis XIV en Francia o las que pretendían construir en Inglaterra los Tudor y los Estuardo, repúblicas como la de Cromwell o la de las Provincias Unidas de los Países Bajos, y la actividad secular de los mismísimos Estados Pontificios —que, al igual que en el caso de la Monarquía Católica de los Austrias, se apoyaba en la doctrina tacitista de Justo Lipsio—), que seculariza las relaciones internacionales con la paz de Westfalia; sino que se extiende a la Edad Contemporánea. A pesar del aparente idealismo legitimista y sacralizante de la Restauración, el siglo XIX diseña las relaciones internacionales con el obvio realismo de personajes tan maquiavélicos como Talleyrand o Metternich (con declaraciones tan explícitas como la de Von Clausewitz —"la guerra es la continuación de la política por otros medios"—); y, a pesar del aparente romanticismo pasional del nacionalismo, diseña las nuevas naciones por personajes tan realistas como Bismarck o Cavour (bien reflejados en el lampedusiano "es necesario que todo cambie para que todo siga igual"). Obviamente, se puede ver su continuidad en el siglo XX, incluso en gobernantes tan nacionalistas como Pilsudski (“Es el Estado el que hace a la nación y no la nación al Estado”), tan idealistas como Franklin D. Roosevelt, o en potencias tan ideologizadas como la Unión Soviética (la llamada Doctrina Brézhnev). De hecho, la política internacional se suele calificar como "realista" y no de "idealista" si se aproxima al concepto de razón de Estado.

## Contexto en Maquiavelo
En el principio del mundo, siendo los pobladores contados, vivieron dispersos como animales. Después, al multiplicarse las generaciones y a fin de defenderse mejor, buscaron entre ellos al más robusto y esforzado, le hicieron jefe y le obedecieron. De aquí provino el conocimiento de lo bueno y lo honesto, y su distinción de lo malo y lo depravado. Observando que si uno dañaba a su benefactor aparecían el aborrecimiento y la compasión entre los hombres, reprochando a los ingratos y honrando a los agradecidos, y aún pensando en que ellos mismo podían recibir idénticas injurias, le obligaron a dar leyes y a ordenar el castigo a quien las quebrantara. De esta forma se tuvo la noción de justicia. Después, en caso de elegir príncipe, no buscaron al más vigoroso, sino al más prudente y justo.
N. Maquiavelo: Discursos sobre la primera década de Tito Livio <Libro I, Cap. 2>. (1531)

Maquiavelo define el concepto en sus Discursos sobre la primera década de Tito Livio (lib. III, cap. 41 “Que la patria se debe defender siempre con ignominia o con gloria, y de cualquier manera estará defendida”):
Esto es algo que merece ser notado e imitado por todo ciudadano que quiera aconsejar a su patria, pues en las deliberaciones en que está en juego la salvación de la patria, no se debe guardar ninguna consideración a lo justo o lo injusto, lo piadoso o lo cruel, lo laudable o lo vergonzoso, sino que, dejando de lado cualquier otro respeto, se ha de seguir aquel camino que salve la vida de la patria y mantenga su libertad.

## Legalidad o crimen de Estado
Las medidas adoptadas por razón de Estado pueden atenerse al principio de legalidad, por muy lesivas que sean (como por ejemplo, la construcción de un embalse que obligue al desalojo de millones de personas para asegurar el abastecimiento de agua), pero pueden también contradecir los principios básicos que defiende el propio Estado, llegando al crimen de Estado (asesinato político, ejecución extrajudicial, terrorismo de Estado).

## Legitimidad y proporcionalidad
La razón de Estado está estrechamente vinculada con el problema de la legitimidad que pudiera tener el Estado para tomar este tipo de medidas y con el problema de proporcionalidad en el medio empleado en relación con el beneficio obtenido o esperado (por ejemplo, el bombardeo nuclear de otro estado rival existiendo otros métodos para solucionar el conflicto).
No obstante ello, con gran frecuencia la razón de Estado se ha utilizado para justificar medidas de dudosa ética o abiertamente tiránicas, utilizándose este motivo para lograr la permanencia de un gobierno o sistema de gobierno determinados; por ejemplo, el cambio incluso violento, de un sistema de gobierno liberal a uno con una concepción política marxista, no tendría por qué amenazar la existencia misma de un Estado.
Por ello la expresión ha cobrado muy mala fama y conlleva una significación negativa. Hasta tal extremo, que en la actualidad "por razón de Estado" se utiliza de manera generalizada para definir las medidas ilegales o ilegítimas tomadas por un Gobierno con intención de mantener el orden establecido o mejorar su posición frente a enemigos y disidentes. 
Fue quizás el cardenal Richelieu quien primero utilizó de manera extensiva la razón de Estado para garantizar la supervivencia de un determinado orden, atendiendo únicamente a una supuesta razón y sin considerar la naturaleza ética de los medios utilizados.
La filosofía política y la ciencia jurídica contemporánea prestan gran atención a este concepto y sus derivaciones. En general, suele entenderse que la razón de Estado no debería exceder los límites de la legitimidad del Estado.

## Derecho y Estado de derecho
La razón de Estado es un concepto opuesto a las nociones de derecho y Estado de derecho. Las tensiones entre estas nociones y la práctica política del Estado, que frecuentemente ha de recurrir a la razón de Estado, son evidentes:

Los motivos de estas tensiones se encuentran en que... "El Estado es como un mal perdedor que a veces modifica las reglas del juego". El Estado justificará esas modificaciones por razones de necesidad, porque se trataba del único medio excepcional en una situación de excepcionalidad para garantizar la paz, la convivencia y la seguridad. Y corresponderá a las leyes y a sus intérpretes y administradores evaluar todo esto.
...
La razón de Estado es un claro ejemplo de la pretensión de la política de dar primacía a sus leyes, aunque sea pisoteando las de la Ética y el Derecho. El juicio político se presume independiente del juicio moral, el Estado se desmarca de las normas morales y jurídicas obligatorias y exigibles a cualquier ciudadano. Se trata de lograr la autonomía para el obrar político, autonomía que hemos de rechazar siempre de entrada en nombre del Estado de Derecho y de la ética política liberal y democrática.

No obstante, algunos autores estiman que tal antagonismo no es más que aparente. Entre ellos están Carl Joachim Friedrich y, más recientemente Antonino Troianiello, quien desarrolla la idea de que el concepto de razón de Estado se transforma a lo largo de las épocas a través del contacto con las ideologías dominantes. Así, en contacto con el constitucionalismo liberal y su proyecto político, el Estado de derecho, se produciría una simple racionalización de la razón de Estado y no a su desaparición. Su revisión crítica de derecho positivo le permite establecer que la razón de Estado no se limita actos de gobierno o circunstancias excepcionales, sino que subsiste en formas tan variadas como inesperadas; más fundamentalmente, propone que el desarrollo de la legitimidad jurídico-racional implica una mutación de la razón de Estado en racionalidad de Estado, que se suma a los significados más antiguos del concepto.

## Precedentes lejanos
En el siglo V a. C. Tucídides reconstruye en el llamado "Diálogo de los melios" las negociaciones entre atenienses y melios durante la guerra del Peloponeso (Historia de la guerra del Peloponeso, Libro V, 84-116). El propósito del autor no es reflejar literalmente lo dicho en tal ocasión (donde no estuvo presente), sino manifestar su visión sobre un punto clave: si el argumento de la mayor fuerza supera al de mayor o menor derecho. Frente a la posición idealista de los melios, que confían en la justicia de su causa a pesar de su debilidad, los atenienses les advierten que ningún argumento religioso o moral les va a impedir imponer sus intereses "porque en cuanto toca a los dioses, tenemos y creemos todo aquello que los otros hombres tienen y creen comúnmente de ellos; y en cuanto a los hombres, bien sabemos que naturalmente por necesidad, el que vence a otro le ha de mandar y ser su señor, y esta ley no la hicimos nosotros, ni fuimos los primeros que usaron de ella, antes la tomamos al ver que los otros la tenían y usaban".
En Roma, Cicerón utilizó la expresión ratio reipublicae y Floro la de ratio et utilitas reipublicae con un sentido semejante: la de una ley motriz del interés público. Pero es posiblemente la obra de Tácito lo que más se asemeja al concepto entre los autores antiguos; mientras que lo que se ha venido a llamar el "tacitismo" (ya en época moderna) utiliza la conciliación que el autor latino consigue entre una política naturalista y la preservación de las tradiciones y la moral.